# Vernon (Texas)
Vernon é uma cidade localizada no estado norte-americano de Texas, no Condado de Wilbarger.

## Demografia
Segundo o censo norte-americano de 2000, a sua população era de 11.660 habitantes.
Em 2006, foi estimada uma população de 11.217, um decréscimo de 443 (-3.8%).

## Geografia
De acordo com o United States Census Bureau tem uma área de
21,0 km², dos quais 21,0 km² cobertos por terra e 0,0 km² cobertos por água. Vernon localiza-se a aproximadamente 361 m acima do nível do mar.

## Filhos ilustres
- Roy Orbison - influente cantor e compositor norte-americano

## Localidades na vizinhança
O diagrama seguinte representa as localidades num raio de 40 km ao redor de Vernon.